# Saison 2023-2024 du Standard de Liège
Maillots
Chronologie
Saison précédente Saison suivante
L' exercice 2023-2024 du Standard de Liège voit le club évoluer en Jupiler Pro League. C'est la 107e saison des Rouches au plus haut niveau du football national, la 102e consécutive, record absolu au sein du Royaume. Il participe également à la Coupe de Belgique.
Le poste de président est vacant et Pierre Locht occupe la fonction de CEO.

## Équipement
| Marque : Adidas                          |
| Sponsors maillot : Voo, Circus & Cainiao |

## Transferts[1]

### Mercatod'été

#### Transferts entrants[2]
| Nom              | Poste     | Nationalité sportive | Provenance                                        | Transfert | Note                |
| ---------------- | --------- | -------------------- | ------------------------------------------------- | --------- | ------------------- |
| Moussa Djenepo   | Attaquant | Mali                 | Southampton FC                                    | 3,5 M     |                     |
| Isaac Hayden     | Milieu    | Angleterre           | Newcastle United FC                               | Prêt      | Sans option d'achat |
| Wilfried Kanga   | Attaquant | Côte d'Ivoire        | Hertha BSC                                        | Prêt      | Sans option d'achat |
| Hayao Kawabe     | Milieu    | Japon                | Wolverhampton Wanderers FC via Grasshopper Zurich | 1,5 M     |                     |
| Romaine Mundle   | Attaquant | Angleterre           | Tottenham Hotspur FC                              | Libre     |                     |
| Aiden O'Neill    | Milieu    | Australie            | Melbourne City FC                                 | Libre     |                     |
| Isaac Price      | Milieu    | Irlande du Nord      | Everton FC                                        | Libre     |                     |
| Kamal Sowah      | Attaquant | Ghana                | Club Brugge                                       | Prêt      | Avec option d'achat |
| Zinho Vanheusden | Défenseur | Belgique             | Inter Milan via AZ Alkmaar                        | Prêt      | Avec option d'achat |

#### Transferts sortants
| Nom                   | Poste     | Nationalité sportive | Destination                | Transfert       | Note                               |
| --------------------- | --------- | -------------------- | -------------------------- | --------------- | ---------------------------------- |
| Sacha Bansé           | Milieu    | Burkina Faso         | Valenciennes FC            | Prêt            | Sans option d'achat                |
| Jacob Barrett Laursen | Défenseur | Danemark             | BK Häcken                  | 0,5 M           |                                    |
| Mathieu Cafaro        | Milieu    | France               | AS Saint-Étienne           | 0,5 M           | Était en prêt à l'AS Saint-Étienne |
| Alexandro Calut       | Défenseur | Belgique             | OH Leuven                  | Prêt            | Avec option d'achat                |
| Gojko Cimirot         | Milieu    | Bosnie-Herzégovine   | Al-Fayha FC                | Libre           |                                    |
| Osher Davida          | Attaquant | Israël               | Maccabi Tel-Aviv           | 0,8 M           |                                    |
| Aron Dønnum           | Milieu    | Norvège              | Toulouse FC                | 4,5 M (+ bonus) |                                    |
| Denis Drăguș          | Attaquant | Roumanie             | Gaziantep FK               | Prêt            | Sans option d'achat                |
| Noë Dussenne          | Défenseur | Belgique             | FC Lausanne-Sport          | Libre           |                                    |
| Léandre Kuavita       | Milieu    | Belgique             | Genoa                      | Prêt            | Sans option d'achat                |
| Filippo Melegoni      | Milieu    | Italie               | AC Reggiana 1919 via Genoa | Fin du prêt     |                                    |
| Abdoul Tapsoba        | Attaquant | Burkina Faso         | Amiens SC                  | Prêt            | Avec option d'achat                |
| Joachim Van Damme     | Milieu    | Belgique             | KVV Zelzate (IV)           | Contrat résilié |                                    |
| Philip Zinckernagel   | Attaquant | Danemark             | Club Brugge via Olympiakos | Fin du prêt     |                                    |

### Mercato d'hiver

#### Transferts entrants[2]
| Nom               | Poste     | Nationalité sportive | Provenance                         | Transfert | Note                |
| ----------------- | --------- | -------------------- | ---------------------------------- | --------- | ------------------- |
| Souleyman Doumbia | Défenseur | Côte d'Ivoire        | Angers SCO                         | Libre     |                     |
| Jonathan Panzo    | Défenseur | Angleterre           | Nottingham Forest via Cardiff City | Prêt      | Avec option d’achat |
| Kelvin Yeboah     | Attaquant | Italie               | Genoa via Montpellier HSC          | Prêt      | Avec option d’achat |

#### Transferts sortants
| Nom            | Poste     | Nationalité sportive | Destination         | Transfert       | Note |
| -------------- | --------- | -------------------- | ------------------- | --------------- | ---- |
| Renaud Emond   | Attaquant | Belgique             | KAS Eupen           | Contrat résilié |      |
| Isaac Hayden   | Milieu    | Angleterre           | Newcastle United FC | Prêt résilié    |      |
| Romaine Mundle | Attaquant | Angleterre           | Sunderland AFC      | 1,8 M           |      |

## Effectif professionnel de la saison[1],[3]

### Joueurs prêtés
| Nom             | Poste     | Date de naissance | Sélection        | Club en prêt    | Contrat |
| --------------- | --------- | ----------------- | ---------------- | --------------- | ------- |
| Sacha Bansé     | Milieu    | 16/03/2001        | Burkina Faso     | Valenciennes FC | → 2026  |
| Alexandro Calut | Défenseur | 22/04/2003        | Belgique -19 ans | OH Leuven       |         |
| Denis Drăguș    | Attaquant | 06/07/1999        | Roumanie         | Gaziantep FK    | → 2025  |
| Noah Ohio       | Attaquant | 16/01/2003        | Pays-Bas Espoirs | Hull City       | → 2026  |
| Abdoul Tapsoba  | Attaquant | 23/08/2001        | Burkina Faso     | Amiens SC       |         |

## Résultats[4]

### Matches de préparation
| Date               | Adversaire        | Division       | Lieu                             | Résultat | Buteurs pour le Standard   | Note                 |
| ------------------ | ----------------- | -------------- | -------------------------------- | -------- | -------------------------- | -------------------- |
| 05/07/2023 - 16:00 | Olympic Charleroi | Nationale 1    | SL16 Football Campus (huis clos) | 3-2      | Ohio 72e, Emond 74e, 84e   |                      |
| 08/07/2023 - 13:00 | RWDM              | Division 1A    | SL16 Football Campus (huis clos) | 0-4      |                            |                      |
| 12/07/2023 - 11:00 | AZ Alkmaar        | Eredivisie     | De Lutte (stage, huis clos)      | 4-3      | Ohio 13e (pen), 23e, 30e   | Match de 105 minutes |
| 15/07/2023 - 16:00 | Fortuna Sittard   | Eredivisie     | (stage, huis clos)               | 0-1      | Donnum 55e                 |                      |
| 21/07/2023 - 18:00 | Hertha BSC        | 2. Bundesliga  | Stade Maurice-Dufrasne           | 1-1      | Dragus 85e                 |                      |
| 22/07/2023 - 11:00 | Red Star FC       | National       | SL16 Football Campus (huis clos) | 1-4      | Kuavita 83e                |                      |
| 25/07/2023 - 15:00 | FC Metz           | Ligue 1        | Metz (centre d’entraînement)     | 2-2      | Berberi 62e, Emond 87e     |                      |
| 08/09/2023 - 11:00 | FC Dordrecht      | Eerste Divisie | (huis clos)                      | 1-0      | Dragus 83e                 |                      |
| 12/10/2023 - 12:00 | RFC Seraing       | Division 2     | SL16 Football Campus (huis clos) | 1-0      | Mateta 54e                 |                      |
|                    |                   |                |                                  |          |                            |                      |
| 09/01/2024 - 11:00 | Borussia Dortmund | Bundesliga     | Marbella (stage)                 | 3-3      | Kanga 36e, 59e, Perica 76e |                      |
| 12/01/2024 - 10:30 | FC Lucerne        | Super League   | Marbella (stage)                 | 2-1      | Kanga 14e, Ohio 84e        |                      |

### Division 1A

#### Phase régulière
| Date               | N o | Adversaire         | Lieu | Résultat | Buteurs pour le Standard                              | Points | Place | Affluence | Note           |
| ------------------ | --- | ------------------ | ---- | -------- | ----------------------------------------------------- | ------ | ----- | --------- | -------------- |
| 30/07/2023 - 19:15 | J01 | K Saint-Trond VV   | Ext  | 1-0      |                                                       | 0      | 13e   | 7 026     |                |
| 04/08/2023 - 20:45 | J02 | R. Union St.-G.    | Dom  | 0-1      |                                                       | 0      | 16e   | 19 923    | 36e Balikwisha |
| 13/08/2023 - 18:30 | J03 | Sporting Charleroi | Ext  | 1-1      | Dragus 31e                                            | 1      | 12e   | 7 000     | 88e Ngoy       |
| 19/08/2023 - 16:00 | J04 | Cercle Brugge      | Dom  | 0-1      |                                                       | 1      | 14e   | 16 860    |                |
| 26/08/2023 - 20:45 | J05 | KV Kortrijk        | Ext  | 1-1      | Kawabe 73e                                            | 2      | 13e   | 5 813     |                |
| 02/09/2023 - 20:45 | J06 | RWDM               | Dom  | 1-1      | Kanga 25e                                             | 3      | 14e   | 20 500    |                |
| 17/09/2023 - 13:30 | J07 | KAS Eupen          | Ext  | 1-3      | Kanga 45+3e, Kawabe 45+5e, Sowah 75e                  | 6      | 12e   | 6 615     | 90+13e Alzate  |
| 22/09/2023 - 20:45 | J08 | KVC Westerlo       | Dom  | 0-0      |                                                       | 7      | 13e   | 18 504    |                |
| 30/09/2023 - 18:15 | J09 | OH Leuven          | Ext  | 1-2      | Kanga 44e, Sowah 81e                                  | 10     | 12e   | 7 216     |                |
| 08/10/2023 - 13:30 | J10 | Club Brugge        | Dom  | 2-1      | Bokadi 11e, Price 90e                                 | 13     | 8e    | 25 853    |                |
| 22/10/2023 - 18:30 | J11 | RSC Anderlecht     | Dom  | 3-2      | Alzate 52e, Kawabe 55e, Ngoy 61e                      | 16     | 8e    | 26 864    |                |
| 29/10/2023 - 18:30 | J12 | KAA Gent           | Ext  | 3-1      | Kanga 67e                                             | 16     | 8e    | 16 679    |                |
| 05/11/2023 - 16:00 | J13 | KV Mechelen        | Dom  | 1-1      | Kawabe 22e                                            | 17     | 8e    | 19 617    |                |
| 11/11/2023 - 16:00 | J14 | Royal Antwerp FC   | Ext  | 6-0      |                                                       | 17     | 9e    | 14 000    |                |
| 25/11/2023 - 20:45 | J15 | KRC Genk           | Dom  | 1-0      | Kawabe 66e                                            | 20     | 8e    | 21 113    |                |
| 03/12/2023 - 18:30 | J16 | Club Brugge        | Ext  | 2-0      |                                                       | 20     | 9e    | 19 471    |                |
| 10/12/2023 - 18:30 | J17 | RSC Anderlecht     | Ext  | 2-2      | Kawabe 45+2e, Kanga 55e                               | 21     | 9e    | 20 000    |                |
| 16/12/2023 - 20:45 | J18 | Sporting Charleroi | Dom  | 0-0      |                                                       | 22     | 9e    | ± 26 000  |                |
| 20/12/2023 - 20:45 | J19 | KV Mechelen        | Ext  | 3-0      |                                                       | 22     | 10e   | 13 466    | 12e Bokadi     |
| 27/12/2023 - 18:30 | J20 | K Saint-Trond VV   | Dom  | 1-1      | Kanga 90+8e (pen)                                     | 23     | 9e    | 19 517    |                |
|                    |     |                    |      |          |                                                       |        |       |           |                |
| 20/01/2024 - 18:15 | J21 | KV Kortrijk        | Dom  | 0-1      |                                                       | 23     | 10e   | 18 978    |                |
| 26/01/2024 - 20:45 | J22 | Cercle Brugge      | Ext  | 1-1      | Fossey 79e                                            | 24     | 10e   |           |                |
| 31/01/2024 - 21:00 | J23 | Royal Antwerp FC   | Dom  | 0-1      |                                                       | 24     | 12e   |           |                |
| 03/02/2024 - 16:00 | J24 | RWDM               | Ext  | 2-2      | Kanga 10e, Yeboah 85e                                 | 25     | 11e   |           |                |
| 10/02/2024 - 16:00 | J25 | OH Leuven          | Dom  | 1-0      | O'Neill 19e                                           | 28     | 10e   |           |                |
| 16/02/2024 - 20:45 | J26 | KVC Westerlo       | Ext  | 2-1      | Laifis 45+1e                                          | 28     | 11e   |           |                |
| 25/02/2024 - 18:30 | J27 | R. Union St.-G.    | Ext  | 2-1      | Djenepo 50e                                           | 28     | 11e   |           |                |
| 02/03/2024 - 20:45 | J28 | KAA Gent           | Dom  | 4-2      | Kanga 45+7e (pen), Yeboah 55e, Kawabe 62e, Yeboah 68e | 31     | 10e   |           |                |
| 10/03/2024 - 13:30 | J29 | KRC Genk           | Ext  | 1-0      |                                                       | 31     | 10e   |           |                |
| 16/03/2024 - 18:15 | J30 | KAS Eupen          | Dom  | 4-0      | Kanga 9e, Balikwisha 40e, Yeboah 82e, CSC 89e         | 34     | 10e   |           |                |

Un exposant rouge indique le nombre de rencontres en retard.

#### Play-offs 2 (Europe Play-offs)
| Date               | N o | Adversaire       | Lieu | Résultat | Buteurs pour le Standard            | Points | Place | Affluence | Note        |
| ------------------ | --- | ---------------- | ---- | -------- | ----------------------------------- | ------ | ----- | --------- | ----------- |
| 29/03/2024 - 20:45 | J01 | KAA Gent         | Ext  | 5-1      | CSC 28e                             | 17     | 10e   |           |             |
| 06/04/2024 - 18:15 | J02 | OH Leuven        | Dom  | 0-0      |                                     | 18     | 10e   | huis-clos |             |
| 12/04/2024 - 20:45 | J03 | K Saint-Trond VV | Ext  | 3-3      | Kanga 9e, Balikwisha 59e, Kanga 81e | 19     | 11e   |           |             |
| 20/04/2024 - 18:15 | J04 | KVC Westerlo     | Ext  | 3-3      | Kanga 22e, Alzate 78e, Laifis 90+4e | 20     | 11e   |           |             |
| 23/04/2024 - 20:30 | J05 | KV Mechelen      | Dom  | 0-0      |                                     | 21     | 11e   |           |             |
| 27/04/2024 - 18:15 | J06 | K Saint-Trond VV | Dom  | 1-1      |                                     | 22     | 11e   |           |             |
| 05/05/2024 - 16:00 | J07 | OH Leuven        | Ext  | 3-1      |                                     | 22     | 11e   |           |             |
| 10/05/2024 - 20:45 | J08 | KVC Westerlo     | Dom  | /        |                                     | 22     | 11e   |           | non disputé |
| 18/05/2024 - 20:45 | J09 | KAA Gent         | Dom  | 1-4      |                                     | 22     | 11e   |           |             |
| 25/05/2024 - 20:30 | J10 | KV Mechelen      | Ext  | 3-2      |                                     | 22     | 11e   |           |             |

### Coupe de Belgique
| Date               | Tour               | Club visité       | Club visiteur      | Aller | Retour | Total | Buteurs pour le Standard                                    | Affluence | Note      |
| ------------------ | ------------------ | ----------------- | ------------------ | ----- | ------ | ----- | ----------------------------------------------------------- | --------- | --------- |
| 01/11/2023 - 20:30 | Seizième de finale | Standard de Liège | KRC Harelbeke (IV) | 5-0   | /      | /     | Perica 14e, Balikwisha 56e, Perica 59e, Ohio 81e, Emond 89e | ± 10 000  |           |
| 07/12/2023 - 20:30 | Huitième de finale | RSC Anderlecht    | Standard de Liège  | 2-0   | /      | /     |                                                             | ?         | 59e Price |

## Assistance et télévision

### Affluence
Cette saison, un total de 233 729 spectateurs ont assisté aux onze rencontres de championnat disputées par le Standard de Liège à domicile, soit une moyenne de 21 248 par match.

### Retransmissions télévisées
L'intégralité des rencontres de championnat est diffusée sur DAZN - Eleven Pro League, leurs résumés étant proposés par la RTBF. Les deux matches de coupe impliquant les Rouches ont quant à eux été retransmis sur RTL club en direct. Voo propose également une émission hebdomadaire consacrée au club et intitulée "Standard le talk". 

## Statistiques(au 24/1/2024)
Les matchs amicaux ne sont pas pris en compte.

### Classement des buteurs
| Rang | Joueur             | Buts |
| ---- | ------------------ | ---- |
| 1er  | Wilfried Kanga     | 6    |
| 1er  | Hayao Kawabe       | 6    |
| 3e   | Stipe Perica       | 2    |
| 3e   | Kamal Sowah        | 2    |
| 5e   | Steven Alzate      | 1    |
| 5e   | William Balikwisha | 1    |
| 5e   | Merveille Bope     | 1    |
| 5e   | Denis Drăguș       | 1    |
| 5e   | Renaud Emond       | 1    |
| 5e   | Nathan Ngoy        | 1    |
| 5e   | Noah Ohio          | 1    |
| 5e   | Isaac Price        | 1    |

### Classement des passeurs
| Rang | Joueur         | Passes |
| ---- | -------------- | ------ |
| 1er  | Cihan Çanak    | 4      |
| 2e   | Steven Alzate  | 2      |
| 2e   | Marlon Fossey  | 2      |
| 2e   | Wilfried Kanga | 2      |
| 2e   | Hayao Kawabe   | 2      |
| 2e   | Isaac Price    | 2      |
| 5e   | Merveille Bope | 1      |
| 5e   | Aron Dønnum    | 1      |
| 5e   | Aiden O'Neill  | 1      |

### Cartons rouges
| Rang | Joueur             | Exclusions |
| ---- | ------------------ | ---------- |
| 1er  | Steven Alzate      | 1          |
| 1er  | William Balikwisha | 1          |
| 1er  | Merveille Bope     | 1          |
| 1er  | Nathan Ngoy        | 1          |
| 1er  | Isaac Price        | 1          |

## Autres sections

### SL16 FC

#### Challenger Pro League (deuxième division)

##### Phase régulière
| Date               | N o | Adversaire                | Lieu | Résultat | Buteurs pour le SL16 FC                     | Note       |
| ------------------ | --- | ------------------------- | ---- | -------- | ------------------------------------------- | ---------- |
| 11/08/2023 - 20:00 | J01 | RFC Seraing               | Ext  | 3-0      |                                             |            |
| 20/08/2023 - 19:15 | J02 | RFC Liège                 | Dom  | 2-1      | El Fanis 65e (pen), Ghalidi 65e             |            |
| 03/09/2023 - 20:00 | J04 | SK Beveren                | Ext  | 2-0      |                                             |            |
| 17/09/2023 - 19:15 | J05 | KV Oostende               | Dom  | 0-1      |                                             |            |
| 23/09/2023 - 20:00 | J06 | Club NXT                  | Ext  | 4-1      | Dierckx 16e                                 |            |
| 29/09/2023 - 20:00 | J07 | Patro Eisden Maasmechelen | Dom  | 0-1      |                                             |            |
| 06/10/2023 - 20:00 | J08 | Lommel SK                 | Ext  | 1-0      |                                             |            |
| 21/10/2023 - 16:00 | J09 | RSCA Futures              | Ext  | 3-0      |                                             | 48e Mawete |
| 29/10/2023 - 16:00 | J10 | KMSK Deinze               | Dom  | 2-1      | Mundle 10e, 87e                             |            |
| 04/11/2023 - 20:00 | J11 | Royal Francs-Borains      | Ext  | 2-1      | Makembo-Ntemo 90+3e                         |            |
| 10/11/2023 - 20:00 | J12 | Jong Genk                 | Dom  | 3-1      | Dierckx 20e, CSC 31e, Ghalidi 63e (pen)     |            |
| 26/11/2023 - 19:15 | J13 | KSK Lierse Kempenzonen    | Ext  | 1-4      | Ghalidi 19e, Dierckx 61e, Benjdida 84e, 86e |            |
| 02/12/2023 - 16:00 | J14 | SV Zulte Waregem          | Dom  | 1-3      | Tory 14e                                    |            |
| 05/12/2023 - 20:00 | J03 | Beerschot V.A.            | Dom  | 1-0      | Olivier 76e                                 | Reporté    |
| 09/12/2023 - 16:00 | J15 | FCV Dender EH             | Dom  | 0-4      |                                             |            |
| 17/12/2023 - 16:00 | J16 | KMSK Deinze               | Ext  | 2-1      | Ghalidi 4e                                  |            |
|                    |     |                           |      |          |                                             |            |
| 13/01/2024 - 16:00 | J17 | SK Beveren                | Dom  | 1-4      | Olivier 46e                                 |            |
| 21/01/2024 - 16:00 | J18 | Patro Eisden Maasmechelen | Ext  | 3-1      | Ruvalcaba 22e                               |            |
| 26/01/2024 - 20:00 | J19 | Lommel SK                 | Dom  | 0-4      |                                             |            |
| 02/02/2024 - 20:00 | J20 | RSCA Futures              | Dom  | 0-1      |                                             |            |
| 11/02/2024 - 16:00 | J21 | Beerschot V.A.            | Ext  | 2-0      |                                             |            |
| 18/02/2024 - 19:15 | J22 | Royal Francs-Borains      | Dom  | 1-2      |                                             |            |
| 24/02/2024 - 20:00 | J23 | RFC Liège                 | Ext  | 1-1      |                                             |            |
| 01/03/2024 - 20:00 | J24 | SV Zulte Waregem          | Ext  | 1-1      |                                             |            |
| 09/03/2024 - 16:00 | J25 | Club NXT                  | Dom  | 1-2      |                                             |            |
| 16/03/2024 - 20:45 | J26 | FCV Dender EH             | Ext  | 4-1      |                                             |            |
| 30/03/2024 - 20:00 | J27 | KSK Lierse Kempenzonen    | Dom  | 0-1      |                                             |            |
| 07/04/2024 - 13:30 | J28 | Jong Genk                 | Ext  | 1-0      |                                             |            |
| 14/04/2024 - 16:00 | J29 | RFC Seraing               | Dom  | 1-2      |                                             |            |
| 19/04/2024 - 20:00 | J30 | KV Oostende               | Ext  | 2-1      |                                             |            |

### Fémina

#### Lotto Super League[7]

##### Phase régulière
| Date               | N o | Adversaire                    | Lieu | Résultat | Buteuses pour le Standard                                                                        | Note            |
| ------------------ | --- | ----------------------------- | ---- | -------- | ------------------------------------------------------------------------------------------------ | --------------- |
| 26/08/2023 - 15:30 | J01 | Club YLA                      | Ext  | 0-1      | Toloba 49e                                                                                       |                 |
| 03/09/2023 - 14:00 | J02 | Sporting du Pays de Charleroi | Dom  | 1-1      | Toloba 78e                                                                                       | 90+7e Van Eynde |
| 10/09/2023 - 14:30 | J03 | Yellow Red KV Mechelen        | Ext  | 1-3      | Toloba 27e, Barrett 40e, Blave 68e                                                               |                 |
| 16/09/2023 - 13:30 | J04 | RSC Anderlecht                | Dom  | 2-1      | Barrett 30e, Gelders 83e                                                                         |                 |
| 01/10/2023 - 14:00 | J05 | KRC Genk Ladies               | Dom  | 2-1      | Gelders 67e, Coutereels 88e                                                                      |                 |
| 07/10/2023 - 19:00 | J06 | OHL                           | Ext  | 3-2      | Barrett 23e, 33e                                                                                 |                 |
| 20/10/2023 - 20:30 | J07 | KAA Gent Ladies               | Ext  | 1-0      |                                                                                                  |                 |
| 04/11/2023 - 19:00 | J08 | SV Zulte Waregem              | Dom  | 1-0      | Toloba 63e                                                                                       |                 |
| 18/11/2023 - 13:30 | J09 | FC Fémina White Star Woluwe   | Dom  | 3-0      | Barrett 40e, Gelders 56e, 67e                                                                    |                 |
| 25/11/2023 - 13:30 | J10 | KRC Genk Ladies               | Ext  | 0-1      | O’Riordan 12e                                                                                    |                 |
| 09/12/2023 - 19:00 | J11 | Yellow Red KV Mechelen        | Dom  | 8-1      | Barrett 10e, Gelders 29e, Barrett 44e, Gelders 49e, Fon 55e, Toloba 72e, Barrett 88e, De Win 89e |                 |
| 15/12/2023 - 20:00 | J12 | Sporting du Pays de Charleroi | Ext  | 0-2      | Barrett 3e, Fon 70e                                                                              |                 |
|                    |     |                               |      |          |                                                                                                  |                 |
| 13/01/2024 - 13:30 | J13 | Club YLA                      | Dom  | 3-0      | Barrett 13e, Toloba 51e, Barrett 78e                                                             |                 |
| 27/01/2024 - 19:00 | J15 | KAA Gent Ladies               | Dom  |          |                                                                                                  |                 |
| 02/02/2024 - 20:30 | J16 | FC Fémina White Star Woluwe   | Ext  |          |                                                                                                  |                 |
| 17/02/2024 - 16:00 | J17 | OHL                           | Dom  |          |                                                                                                  |                 |
| 02/03/2024 - 19:00 | J14 | RSC Anderlecht                | Ext  |          |                                                                                                  | Reporté         |
| 09/03/2024 - 16:00 | J18 | SV Zulte Waregem              | Ext  |          |                                                                                                  |                 |

##### Play-offs
| Date | N o | Adversaire | Lieu | Résultat | Buteuses pour le Standard | Note |
| ---- | --- | ---------- | ---- | -------- | ------------------------- | ---- |
|      | J01 |            |      |          |                           |      |
|      | J02 |            |      |          |                           |      |
|      | J03 |            |      |          |                           |      |
|      | J04 |            |      |          |                           |      |
|      | J05 |            |      |          |                           |      |
|      | J06 |            |      |          |                           |      |
|      | J07 |            |      |          |                           |      |
|      | J08 |            |      |          |                           |      |
|      | J09 |            |      |          |                           |      |
|      | J10 |            |      |          |                           |      |

#### Coupe de Belgique
| Date               | Tour               | Club visité | Club visiteur     | Résultat |
| ------------------ | ------------------ | ----------- | ----------------- | -------- |
| 14/10/2023 - 15:00 | Seizième de finale | Club YLA    | Standard de Liège | 2-1      |